# 943 до н. е.

## Події
- Кінець правління вавилонського цара Набу-мукін-аплі, засновника VIII династії.